# Mfangano Island
Mfangano Island ist eine kenianische Insel an der Mündung des Winam-Golfs im östlichen Teil des Victoriasees. Die 65 km² große Insel, die westlich von Rusinga Island liegt, erreicht eine maximale Höhe von 1694 m am Gipfel des Mount Kwitutu. Auf dem zum Homa Bay Country gehörenden Mfangano leben 16.282 Menschen (Zensus 1999). Der Name der Insel stammt von dem Suba-Wortlaut okuwangana, was so viel wie Ort, wo die Menschen zusammenkommen, bedeutet.
Die Insel ist die Heimat der größten Gruppe von Olosuba bzw. Suba sprechenden Menschen in Kenia. Außerdem  werden auf der Insel Luo, Swahili und Englisch gesprochen. Die meisten Einwohner, wie etwa die Luo, sind Fischer. Auf der Insel gibt es mehrere Schulen und eine polytechnische Fachhochschule. Ein großes Problem stellt HIV dar, an dem etwa 30 % der Bevölkerung erkrankt sind.
Die Versorgung mit Elektrizität wurde auf der Insel durch Generatoren mit Hilfe der Regierung, insbesondere für die Haltbarmachung von Fisch, sichergestellt. Seit 2007 gibt es eine Rundstraße, die ebenfalls mit Hilfe der Regierung gebaut wurde. Ein kleiner Feldflugplatz wird vor allem von Hilfsorganisationen und Touristen genutzt. Diese besichtigen unter anderem heilige Stätten der lokalen Ethnien oder frühzeitliche Felsmalereien, die von Jägern und Sammlern geschaffen wurden.
Mfangano Island ist ferner eine Fundstätte von ausgestorbenen Gattungen der Primaten, die während des frühen und mittleren Miozäns in Afrika vorkam.

## Belege
1. ↑  Christopher B. Ruff, Alan Walker und Mark F. Teaford: Body mass, sexual dimorphism and femoral proportions of Proconsul from Rusinga and Mfangano Islands, Kenya. In: Journal of Human Evolution. Band 18, Nr. 6, 1989, S. 515–536, doi:10.1016/0047-2484(89)90016-X.